# I. Paszer
Paszer ókori egyiptomi tisztségviselő volt, Kús alkirálya a XVIII. dinasztia idején, Ay és Horemheb uralkodása alatt. George Reisner megemlíti, hogy Paszer datálható említései mind Ay uralkodása idejéből származnak, a következő alkirály azonban az I. Széthi idején élt Amenemopet, így lehetséges, hogy Paszer nemcsak Ay, hanem Horemheb és talán I. Ramszesz uralkodása alatt is szolgált.
Paszer szülei Amenhotep Hui, aki Tutanhamon alatt töltötte be az alkirályi posztot, és Taemwadzsszi, Ámon háremének elöljárója. Egy fia ismert, Amenemopet, aki követte őt az alkirályi hivatalban.
Paszer címei: „Ámon arany földeinek felügyelője”, „Kús alkirálya”, „A déli földek felügyelője”, „Ámon földjeinek felügyelője Ta-Szetiben”, „Az arany földek felügyelője”, „Királyi írnok”.
Említései:
- Gebel es-Semszben egy sztélén szerepelnek Paszer neve és címei, valamint egy kis kápolnát is szenteltek neki. A sztélé Ay uralkodására datálható.[1]
- Egy felirat említi Szehelben.[1]
- Fia, Amenemopet egy felirata az Asszuán és Philae közti úton említi Paszer nevét.[1]
- Az anibai templom egyik ajtókeretén Paszer Horemheb kártusait imádja.[3][4][5]

## Fordítás
- Ez a szócikk részben vagy egészben  a   Paser I című angol Wikipédia-szócikk ezen változatának fordításán alapul.  Az eredeti cikk szerkesztőit annak laptörténete sorolja fel. Ez a jelzés csupán a megfogalmazás eredetét és a szerzői jogokat jelzi, nem szolgál a cikkben szereplő információk forrásmegjelöléseként.